# Castillo de Brozas
El castillo de Brozas (también conocido como «Castillo de la Encomienda Mayor de la Orden de Alcántara» y, popularmente, como «el Palacio») es una fortificación situada en la villa española de Brozas, en la provincia de Cáceres. La Orden de Alcántara construyó el castillo en el siglo XIV, aunque su aspecto actual data de una reconstrucción de los siglos XVI-XVII.
Se ubica en el oeste del casco urbano, unos metros al suroeste de la iglesia de Santa María.  Además de estar declarado Bien de Interés Cultural por la declaración genérica del Decreto de 22 de abril de 1949, el edificio forma parte desde 2016 del conjunto histórico de la villa de Brozas.

## Historia
La historia de la moderna Brozas empezó con la reconquista leonesa de la parte occidental de la moderna provincia de Cáceres, a principios del siglo XIII. Al tomar Alfonso IX de León la plaza de Alcántara en 1213, todo el oeste de la moderna provincia de Cáceres fue entregado a la orden de Calatrava, pasando en 1218 a la de San Julián del Pereiro, que desde entonces cambió su nombre por el de orden de Alcántara. Este territorio fue organizado con capital en Alcántara mediante una serie de núcleos poblados que fueron convertidos en cabezas de encomiendas, con funciones de defensa y repoblación. Este fue el caso de Brozas, que aparece nombrada documentalmente como "Las Broças" por primera vez en 1237 y en 1244, convirtiéndose hacia 1270 en capital de la Encomienda Mayor de Alcántara.
La importancia de Brozas viene de que fue sede de la «Encomienda Mayor de la Orden de Alcántara» desde la Edad Media y más adelante, en el siglo XVI fue capital de un partido cuando se llevó a cabo una reforma administrativa. Fue construido durante el siglo XIV y posteriormente reformado en los siglos XVI y XVII y está situado en la parte más alta de la población. Fue en este castillo donde se instalaron las instituciones en Brozas. Por esta razón tiene el doble aspecto de fortaleza y palacio ya que era la residencia del Comendador mayor de la Orden de Alcántara lo que justificaba los importantes gastos en mantenimiento y ampliación del edificio.
En 1397 sirvió a los habitantes de Brozas para repeler el ataque del condestable portugués Nuno Alvares Pereira que fue enviado a España por Juan I de Portugal para vengar los saqueos que los maestres de las órdenes de Alcántara y de Santiago habían protagonizado poco antes en territorio luso.
En 1431 el castillo, excepto su torre del homenaje fue derribado por Pedro de Aragón en el contexto de la guerra que los infantes de Aragón mantenían contra el rey Juan II de Castilla. Décadas más tarde, fue un importante objetivo militar durante la guerra interna de la Orden de Alcántara que enfrentó a los partidarios del maestre Gómez de Solís contra los del clavero Alonso de Monroy. La consolidación en el trono de los Reyes Católicos abrió una larga época de paz para Extremadura que se tradujo a su vez en un gran crecimiento demográfico y económico. Brozas no fue ajena a esto y los Reyes Católicos aceptaron en 1495 a la petición de los vecinos de la localidad para construir una segunda parroquia debido al aumento de la población.

## Construcción

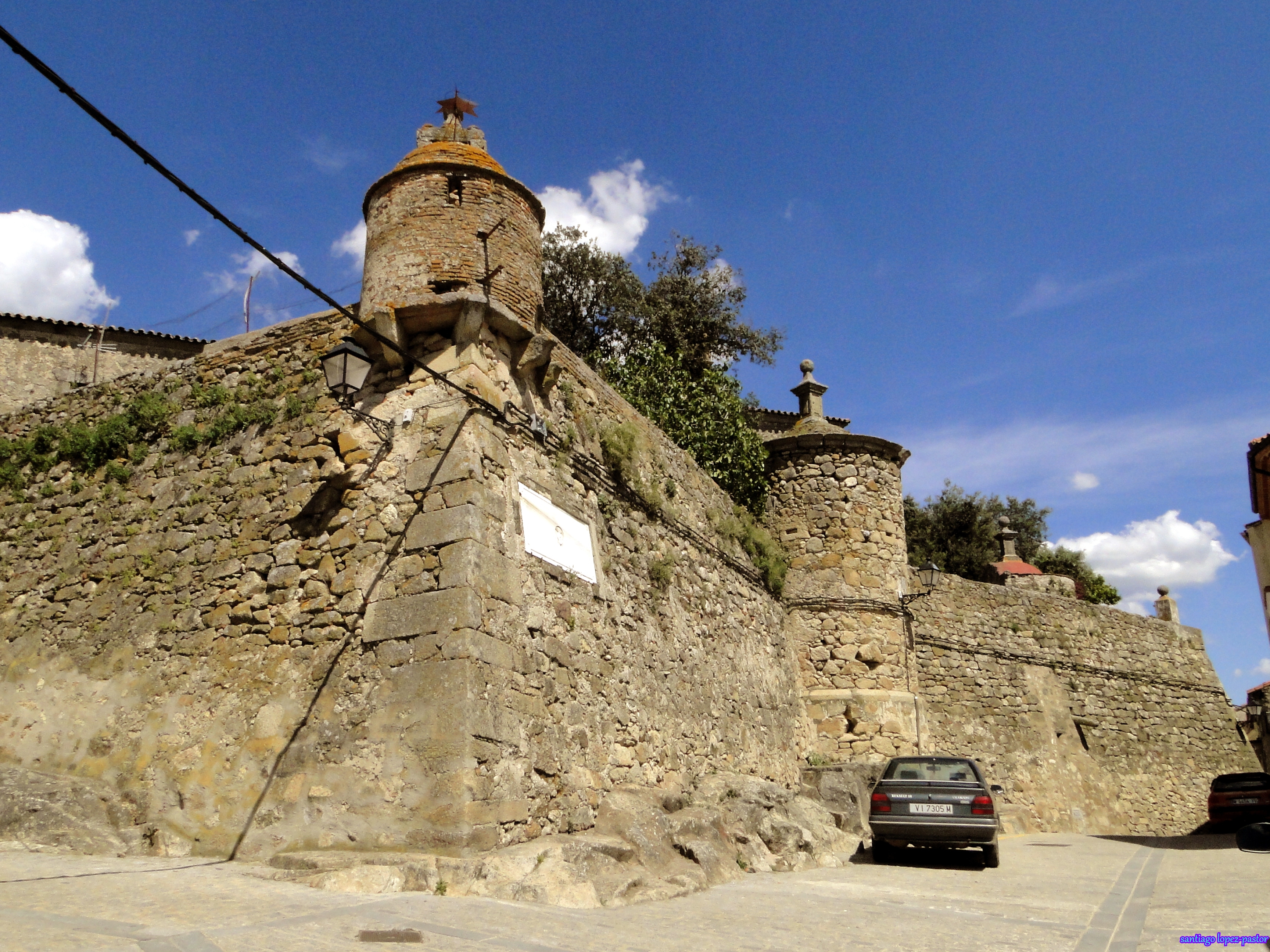
Una de las esquinas del castillo

A las defensas medievales de que disponía en castillo se añadieron a finales del siglo XVI otras edificaciones de tipo residencial y administrativo así como las de carácter defensivo. En el siglo XVII en plena guerra con Portugal se levantó un recinto abaluartado tal y como se conserva hoy en día, en forma de talud, que sirvió para disponer sobre ella piezas de artillería. 
Hay tres tipos de construcciones correspondientes a tres diversas etapas: de la etapa medieval lo más interesante es la torre del homenaje, que no tiene mucha altura, las caballerizas y dependencias para vivienda y almacenes. A finales de esta época se sustituyó el recinto o barrera exterior primitivo, que era de barro y piedras, por otra de mayor consistencia defensiva. A finales del siglo XVI se llevaron a cabo gran cantidad de construcciones, modificaciones y mejoras de la práctica totalidad del castillo. Los dos proyectos más importantes: el de la construcción completa de la muralla y el de los edificios interiores con un patio claustrado fueron obra del arquitecto Juan Bravo que entonces era «Maestro Mayor de la Orden de Alcántara». El importe de las obras realizadas fue de dos millones y medio de maravedís, que fue la cifra más importante que la Orden de Alcántara gastó en un castillo-palacio en una sola intervención. La obra, por diferentes inconvenientes surgidos se alargó durante las dos primeras décadas del siglo XVII.
La muralla tiene unos cubos huecos semicilíndricos y con diferente número de pisos cada uno ya que dependía de la topografía del terreno. Los cubos están dotados de troneras y una cornisa a la altura de la cubierta que es de ladrillo. La cubierta está coronada por una bola. El recinto amurallado y los cubos no tienen almenas y al no ser ambos excesivamente altos, el aspecto se aproxima más a un edificio palaciego que a una construcción defensiva. La parte mejor conservada es la del flanco nor-oriental donde se colocaron escudos heráldicos como el del rey Felipe II en la coronación de la entrada principal y en los cubos los de Cristóbal de Mora, Promotor de las obras y Comendador Mayor de la Orden. En el interior tiene un patio que, si bien no está concluido, tiene un gran señorío en dos lados que tiene columnas toscanas en la planta inferior y en el piso primero tiene dinteles que se apoyan en columnas las cuales descansan sobre plintos.
Hacia mitades del siglo XVII se inicia la tercera etapa de la construcción a la vista de que el ejército portugués hacía incursiones por esa zona. Por este motivo se dotó al recinto de elementos defensivos contra la potente artillería que ya existía. Se reforzaron los flancos de la fortaleza con baluartes macizos y dándoles un cierto talud a las murallas para que los impactos no fueran frontales.

## Conservación
En la actualidad, la propiedad del castillo recae en manos privadas, estando dividido en dos parcelas catastrales distintas dedicadas a vivienda y labores agrícolas, aunque una de ellas está en completo estado de abandono. La familia Domínguez Vicho es propietaria de una de las parcelas.
Anexadas a lado este del castillo se encuentran una serie de edificaciones que ocultan ese lado del muro fortificado.
Se encuentra protegido bajo la Declaración genérica del Decreto de 22 de abril de 1949, y la Ley 16/1985 sobre el Patrimonio Histórico Español.